# Лейпи (населённый пункт)
Лейпи (также неофициально известен как Подхоз, от слов «подсобное хозяйство») — сельский населённый пункт в Мурманской области России. Входит в Ковдорский район (муниципальный округ), третий по размеру населённый пункт в его составе. Население — 346 жителей (2010). Расстояние от районного центра — 12 км. Сообщение с другими населёнными пунктами автомобильным транспортом. Расположен близ реки Ковдора.

## Население
| 2002 | 2010 |
| ---- | ---- |
| 420  | ↘346 |

Численность населения, проживающего на территории населённого пункта, по данным Всероссийской переписи населения 2010 года составляет 346 человек, из них 156 мужчин (45,1 %) и 190 женщин (54,9 %). В 2002 году в посёлке проживало 420 жителей.

## Инфраструктура
Основные предприятия — агрокомплекс «Ковдорский», снабжающий мясными изделиями и полуфабрикатами, яйцом, молочной продукцией ковдорчан, жителей Мончегорска, Оленегорска, Кандалакши и Полярных Зорь. В посёлке есть начальная школа — детский сад, библиотека и больница.